# Tamino (musicista)
Tamino, pseudonimo di Tamino-Amir Moharam Fouad (Mortsel, 24 ottobre 1996), è un cantante, musicista e modello belga di origini egiziane.

## Biografia
Tamino nasce a Mortsel, nelle Fiandre, il 24 ottobre 1996 da madre belga e padre egiziano. La madre, un'antropologa fiamminga, lo chiama Tamino in onore del personaggio de Il flauto magico, singspiel di Mozart. Nipote di Moharam Fouad, uno dei cantanti e attori più famosi del cinema egiziano, si avvicina alla musica grazie alla collezione di dischi della madre, che gli fa scoprire Serge Gainsbourg, Tom Waits, Uum Kalthoum, Jeff Buckley e Ben Howard. All'età di 17 anni, si trasferisce ad Amsterdam per studiare musica; è lì, trovandosi da solo in una grande città, che nascono i sentimenti per scrivere Habibi, parola araba che significa "amore mio" ed è il nome con cui suo padre usa chiamarlo.

## Carriera

### Musica
Nel 2016, viene chiamato dalla band belga Het Zesde Metaal per cantare in una sessione live di Radio1; Tamino suonò Habibi, il suo primo singolo, che diede un'impressione positiva e fu poi trasmesso dalla radio. L'anno successivo, vinse un talent musicale della radio Studio Brussels. L'11 ottobre 2017 si esibì all'Ancienne Belgique, dove venne soprannominato il “Jeff Buckley belga”; nello stesso anno si esibisce al Palais 12 di Bruxelles in occasione del Music Industry Awards e nel Melkweg, ad Amsterdam. Durante l'estate del 2017 fece concerti nei festival del Belgio e dei Paesi Bassi, come ad esempio il Rock Werchter o il Pukkelpop.
Nell'estate del 2018 si esibisce al festival francese Rock en Seine; nell'ottobre dello stesso anno pubblica il suo primo album in studio, Amir, sotto le etichette Arts & Crafts e Communion. BBC ha considerato l'album come «il nuovo suono del Nilo»; il quotidianoThe Independent lo ha incluso nei 40 album da ascoltare nel 2018. Grazie ad Amir, tre concerti all'Ancienne Belgique, facenti parte del suo tour promozionale, furono sold-out. L'8 novembre 2018 si esibisce al festival di musica islandese Iceland Airwaves, tenuto nella città di Reykjavík.
Tamino fu incluso negli “One To Watch” di Live Nation Entertainment, il quale ha dichiarato che «il falsetto supera il “face-melting” e si eleva in uno spazio di purezza che può essere descritto solo come divino». Le prime esibizioni nel continente americano avvennero nel 2019, con 4 concerti in occasione del festival South by Southwest, dove Tamino si esibì nella versione live del brano Indigo Night, realizzato insieme al musicista Colin Greenwood dei Radiohead. A seguito del festival, il tour proseguì in Europa, con tappe, tra le altre, in Gran Bretagna, Belgio, Italia e Ungheria, in occasione del Sziget Festival.

### Moda
Tamino è apparso diverse volte anche del mondo della moda. Le sue prime apparizioni si vedono nel catalogo SS19 di Missoni, di fianco alla supermodella brasiliana Gisele Bündchen. Durante la settimana della moda di Parigi, si è esibito per Maison Valentino, eseguendo una versione live solista di Indigo Night. È successivamente apparso nella rivista di 14 pagine di Vogue di marzo 2019, fotografato da uno dei fotografi più famosi e acclamati: Paolo Roversi. Ha di recente partecipato alla Milano Fashion Week, ospite della casa di moda Fendi.

## Discografia

### Album in studio
- 2018 – Amir
- 2022 – Sahar
- 2025 – Every Dawn's a Mountain

### EP
- 2017 – Tamino
- 2018 – Habibi
- 2019 – Live at Ancienne Belgique

### Singoli
- 2017 – Habibi
- 2017 – Cigar
- 2017 – Indigo Night
- 2018 – Tummy
- 2019 – Indigo Night (Live)
- 2019 – Crocodile
- 2022 – The First Disciple
- 2022 –  Fascination
- 2022 –  You Don't Own Me
- 2024 –  Babylon